# Акакий Костурски
Акакий  (на гръцки: Άκάκιος, Акакиос) е православен духовник, костурски митрополит на Охридската архиепископия от средата на XVI век.

## Биография
Според Спирос Каридис Акакий управлява в Костур от 1531 до 1543 година. Според Иван Снегаров Акакий е споменат на 16 юли 1532 година и в 1542 година.